# Zögersbach (Traisen)
Der Zögersbach ist ein linker Zubringer zur Traisen südlich von Lilienfeld in Niederösterreich.
Der Zögersbach entsteht durch den Zusammenfluss von Engleitengraben und Kampergraben; der Engleitengraben, der rechte Quellbach, entspringt unterhalb des Engleitensattels (955 m ü. A.) südlich des Hohensteins (1195 m ü. A.) und der Kampergraben fließt aus den Wäldern nordöstlich des Hohensteins ab. Nach der Vereinigung in Zögersbach fließt der Bach zur Traisen bei Schrambach zu, um von links in diese einzumünden.
Sein Einzugsgebiet umfasst 13,0 km² in teilweise bewaldeter Landschaft.